# Pont de Fragnée
Le pont de Fragnée, surnommé pont des anges, est un pont de la ville de Liège traversant la Meuse au niveau de son confluent avec l'Ourthe, et au départ de la Dérivation. La partie enjambant l'Ourthe est dénommée pont de Fétinne.

## Situation et accès
Le pont de Fragnée est situé dans le centre de Liège. Il permet de traverser la Meuse entre le quai de Rome, dans le quartier des Guillemins, et le quai de la Boverie, à proximité du parc de la Boverie et de la Médiacité.
Sur la Meuse, le pont se trouve entre le pont des Vennes en amont et le pont Kennedy en aval.
Ce site est desservi par la gare de Liège-Guillemins, accessible à pied, et par plusieurs lignes de bus urbains du TEC et par le tramway qui passent à proximité du pont.

## Origine du nom
Le nom du pont de Fragnée vient de la rue de Fragnée à Liège, sur la rive gauche de la Meuse. Cette rue tire lui-même son nom du latin fraxinus signifiant frêne, arbre encore aujourd'hui présent dans les jardins du quartier. L’appellation est très ancienne et s'orthographia Frangeis, Fraingneez et Fraignée, apparaissant sur le testament de Notger au début du XIe siècle.

## Histoire

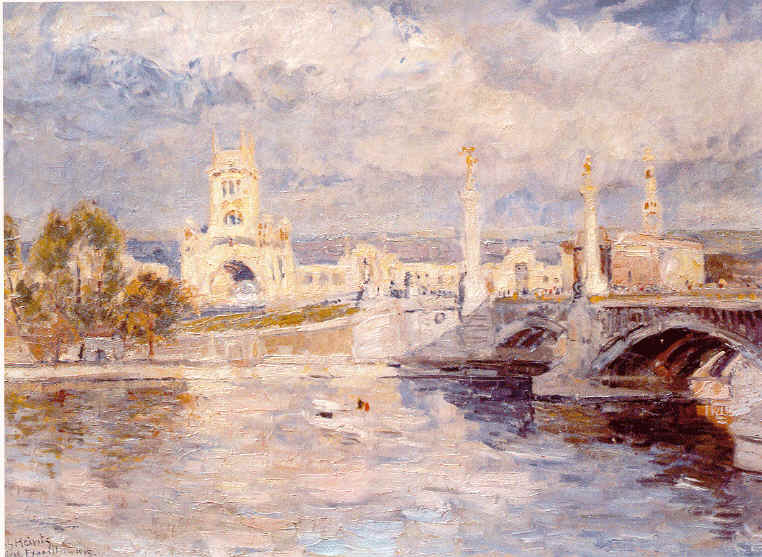
Liège - exposition 1905 par Richard Heintz.

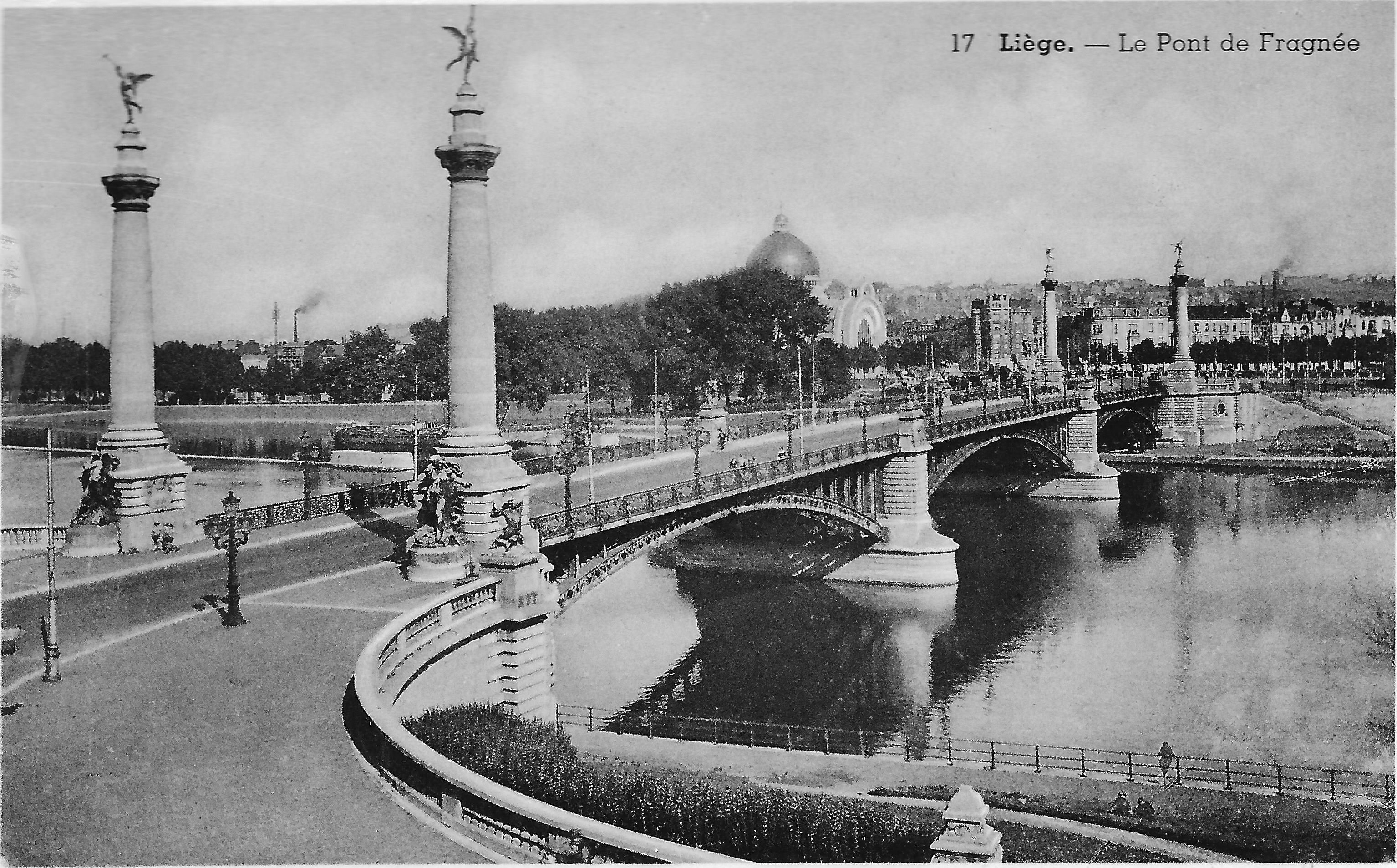
La pont de Fragnée sur la Meuse durant l'entre-deux-guerres.

Le pont fut construit de 1901 à 1904 pour l'Exposition universelle de 1905, dans l'esprit du pont Alexandre-III de Paris,.
Le pont de Fragnée échappa au premier conflit mondial, mais il fut victime de la seconde invasion allemande. Après la guerre, on le reconstruisit en respectant les plans d'origine. Les travaux de reconstruction se terminèrent le 4 novembre 1948. On a profité de la reconstruction pour élargir le tablier du pont, portant sa largeur de 16 mètres à 17,20 mètres.
D'importants travaux de rénovation sont entrepris à partir d'août 1993. La réfection de la voirie et l'enlèvement des rails de tramway sont effectués et les 37 000 éléments du pont sont enlevés un à un et rénovés. Depuis la fin des travaux de rénovations au début des années 2000, le pont de Fragnée a retrouvé, après ces travaux et l'aménagement des abords, son aspect du début de siècle. 
Point de passage privilégié sur la Meuse, le pont de Fragnée connaît un trafic moyen journalier d'environ 30 000 véhicules. Le trafic de transit entre le nord et le sud de la ville emprunte désormais depuis juin 2000 l'autoroute via le pont de Liège.[réf. souhaitée]

### Chronologie
- 1901 : travaux de fondation.

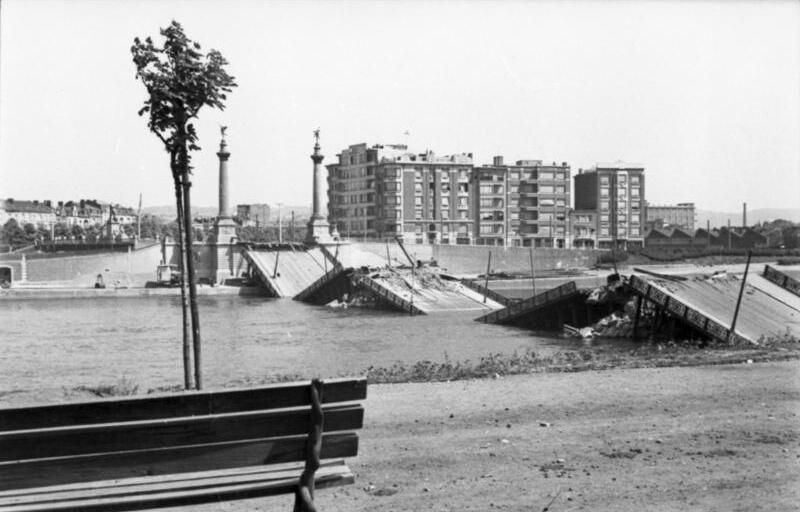
Le pont de Fragnée en mai 1940.

- 1902 : pose du premier caisson en rivière.
- 1903 : la structure métallique est adjugée à la société John Cockerill pour la somme de 667 940 francs.
- 1904 : achèvement du travail de montage.
- 1940 : le pont est détruit sur ordre du ministère de la Défense nationale ; les quatre bronzes du tablier du pont coulent dans la Meuse mais seront repêchés et mis à l’abri plus tard[7].
- 1946 : début de la reconstruction à l'aspect identique. Le tablier est élargi à 17,2 mètres.
- 1948 : réouverture du pont à la circulation.
- 1959 : les quatre néréides et tritons sauvés de la destruction de 1940 sont remis en place[7],[8].
- 1993 : début de grands travaux de rénovation
- 24 mars 1994: le pont de Fragnée, le pont de Fétinne et le square Gramme sont classés comme monuments du Patrimoine wallon à la suite de la restauration des voiries et des décorations du pont.
- 1999 : le pont est mis en lumière par le plasticien français Yann Kersalé.
- 2013 : le pont est classé au Patrimoine immobilier exceptionnel de la Région wallonne.
- 2023 à 2025 : des perles réalisées par Maria Vita Goral, artiste liégeoise d'origine ukrainienne, sont placées sur les coquillages des statue de bronze créées par Victor Rousseau[9],[10].

## Caractéristiques techniques
- Type de construction : Pont en arc à trois articulations, multiples travées
- Concepteur : Émile Jacqmain
- Décoration : Paul Demany
- Longueur totale : 177,6 mètres
- Longueurs des travées : 53,725 mètres - 57,75 mètres - 53,725 mètres
- Largeur de la poutre : 17,2 mètres
- Poids : 1 810 tonnes

## Décoration

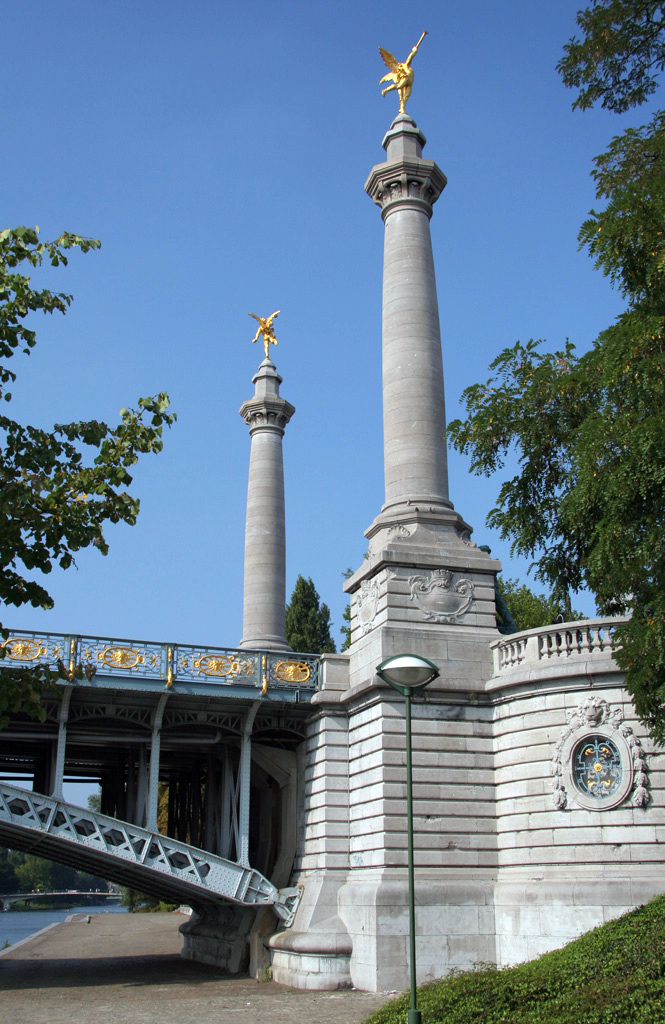
Les renommées du pont de Fragnée

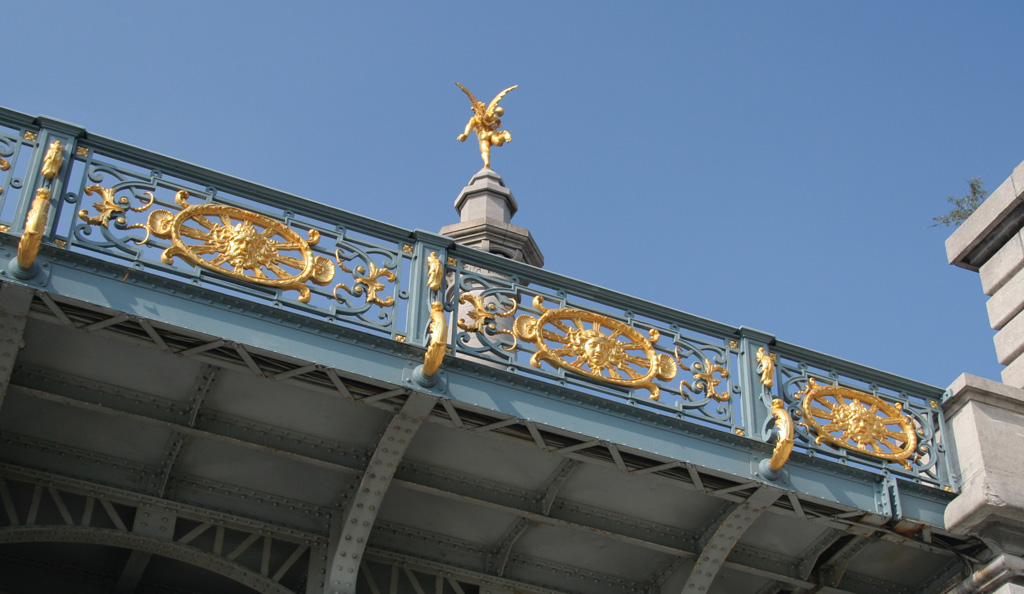
Médaillon frappés de masques dorés en forme de soleil sur le garde-corps du pont de Fragnée.

L'architecte liégeois Paul Demany (1859-1912) fut chargé de la décoration des becs de piles, des pylônes et de leurs socles, des balcons et des murs en retour.
Il dirigea également la réalisation des ouvrages en bronze coulé, éléments utilitaires (garde-corps, candélabres) et statues constituant le décor allégorique du pont, exécutées par le sculpteur wallon Victor Rousseau (1865-1954).
Les garde-corps et les candélabres à trois branches furent réalisés par le sculpteur Julien Dillens.
À chacune des deux entrées du pont, deux pylônes de granit sont surmontés d'une « renommée », évoquant un ange.
De chaque côté du fleuve, deux figures allégoriques en bronze sont adossées aux pylônes. Elles symbolisent le « Vieux Fleuve » et le « Nouveau Fleuve ». À côté de la figure allégorique masculine du Vieux Fleuve se trouve une sculpture en bronze représentant un homme soulevant un coquillage, et à côté de la figure allégorique féminine du Nouveau Fleuve, une sculpture de femme soulevant un coquillage.
À l'occasion d'une rénovation en 1994, les quatre renommées de bronze ont été recouvertes d'or fin, de même que les médaillons mythologiques des garde-corps bordant le pont.
Huit statues de tritons et de néréides figurent sur les piédestaux surmontant les becs de pile et sur ceux ponctuant les murs en retour.
Éclairé la nuit, le pont scintille de reflets bleutés et violets.

## Galerie

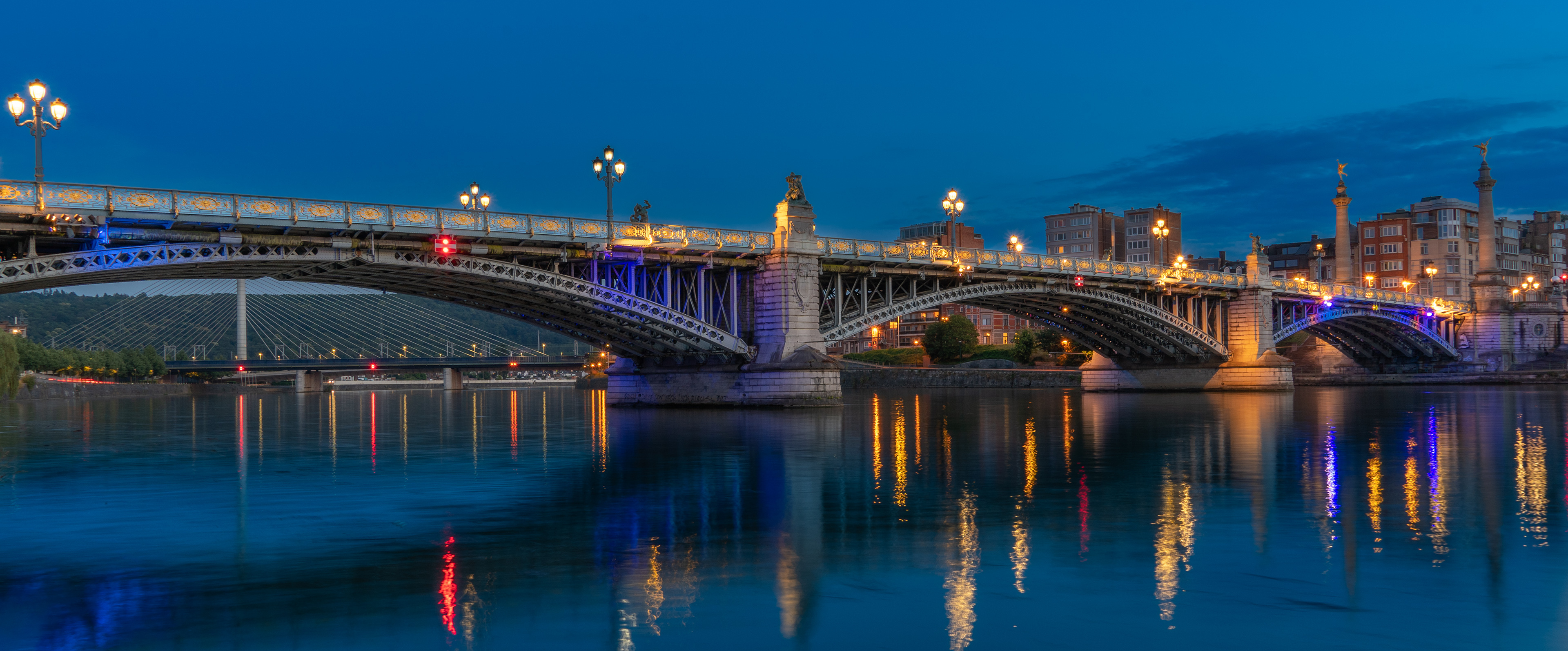
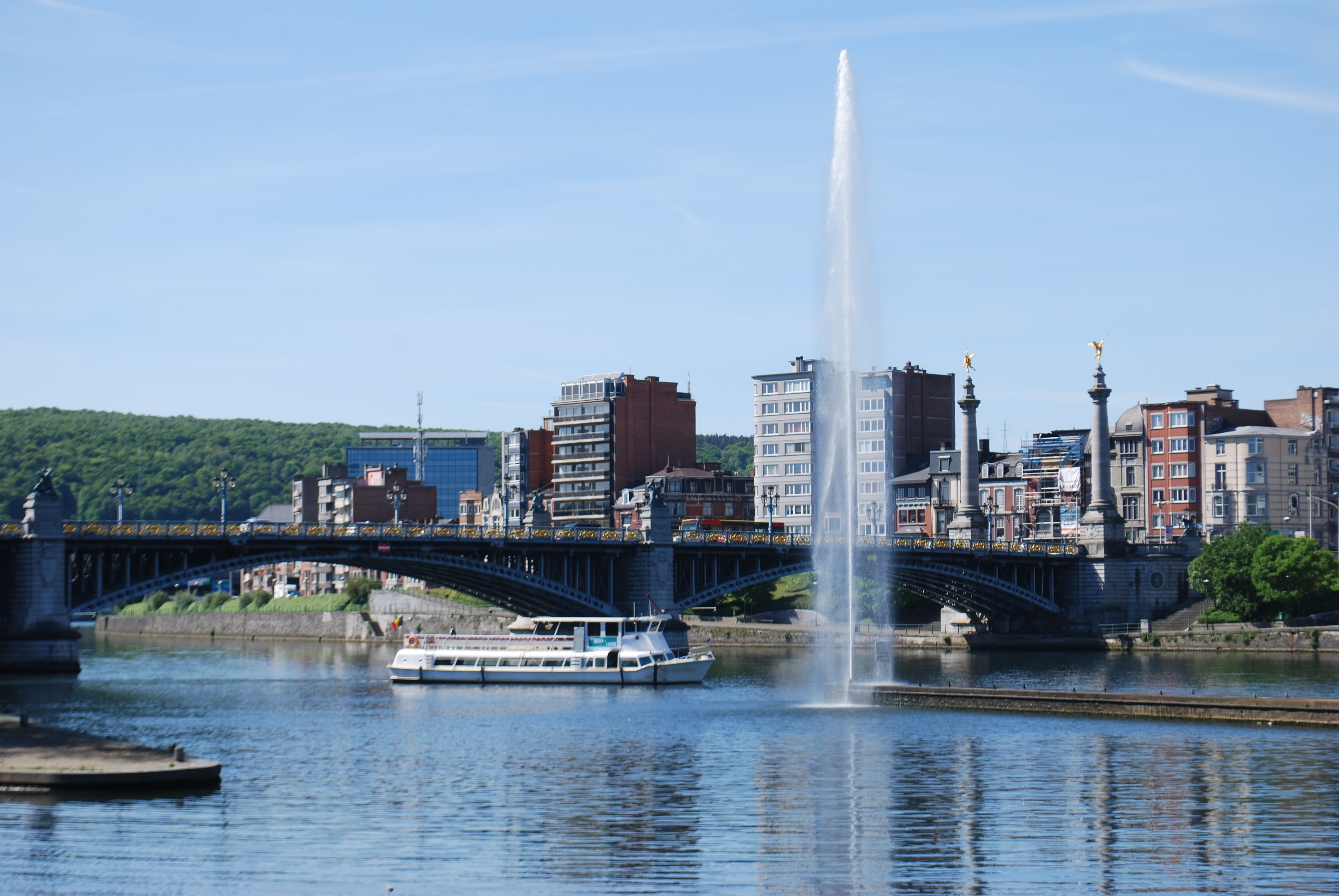
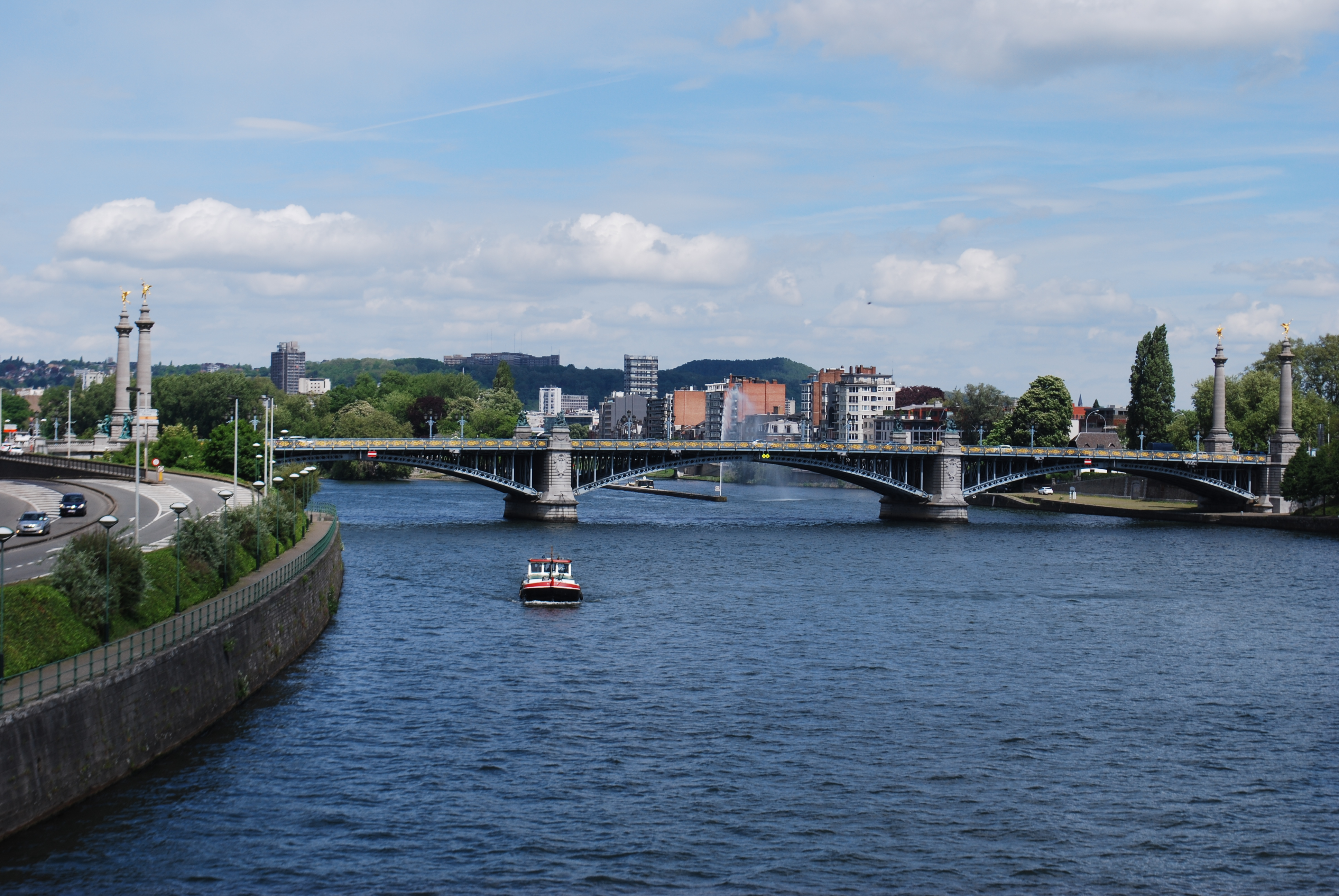
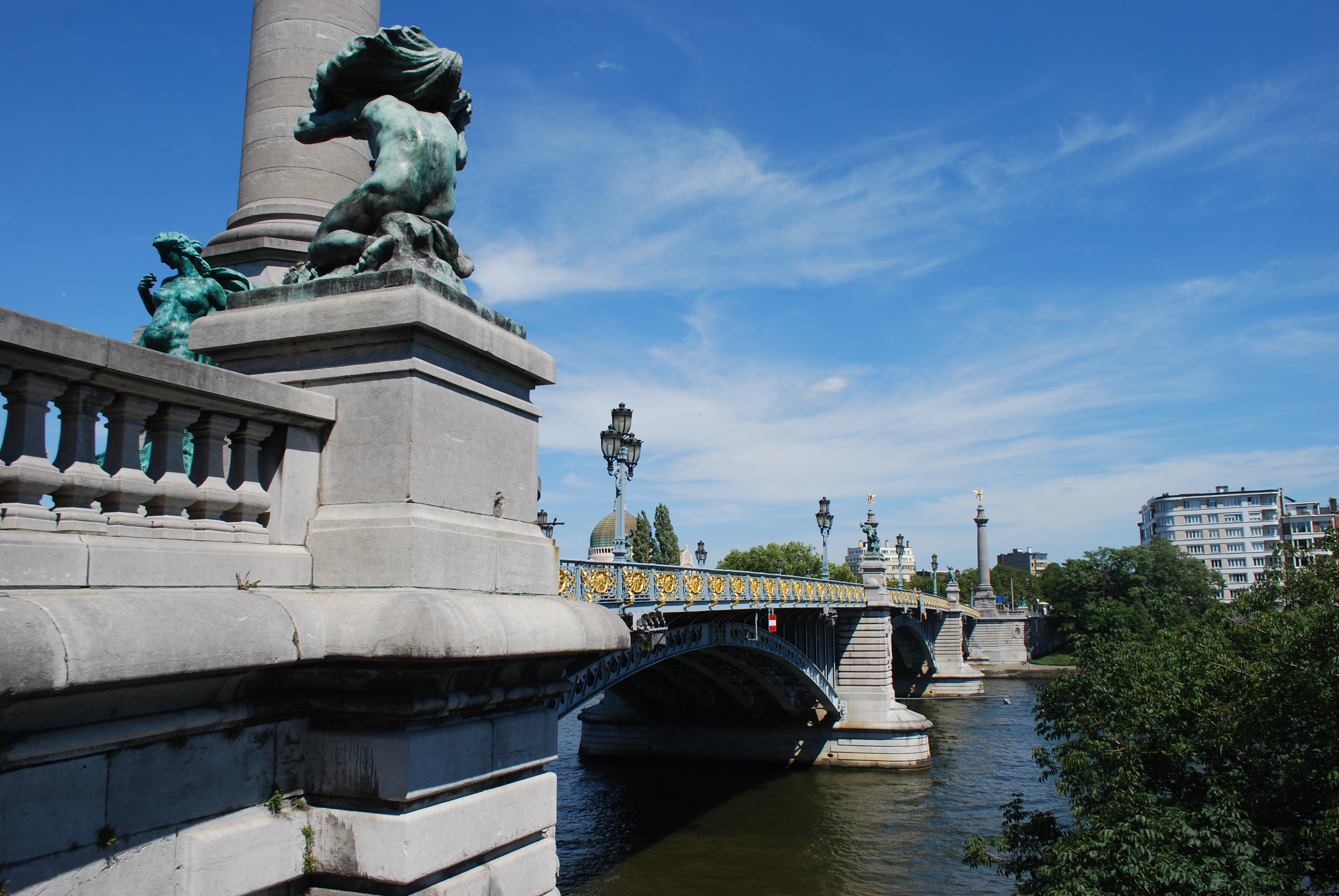
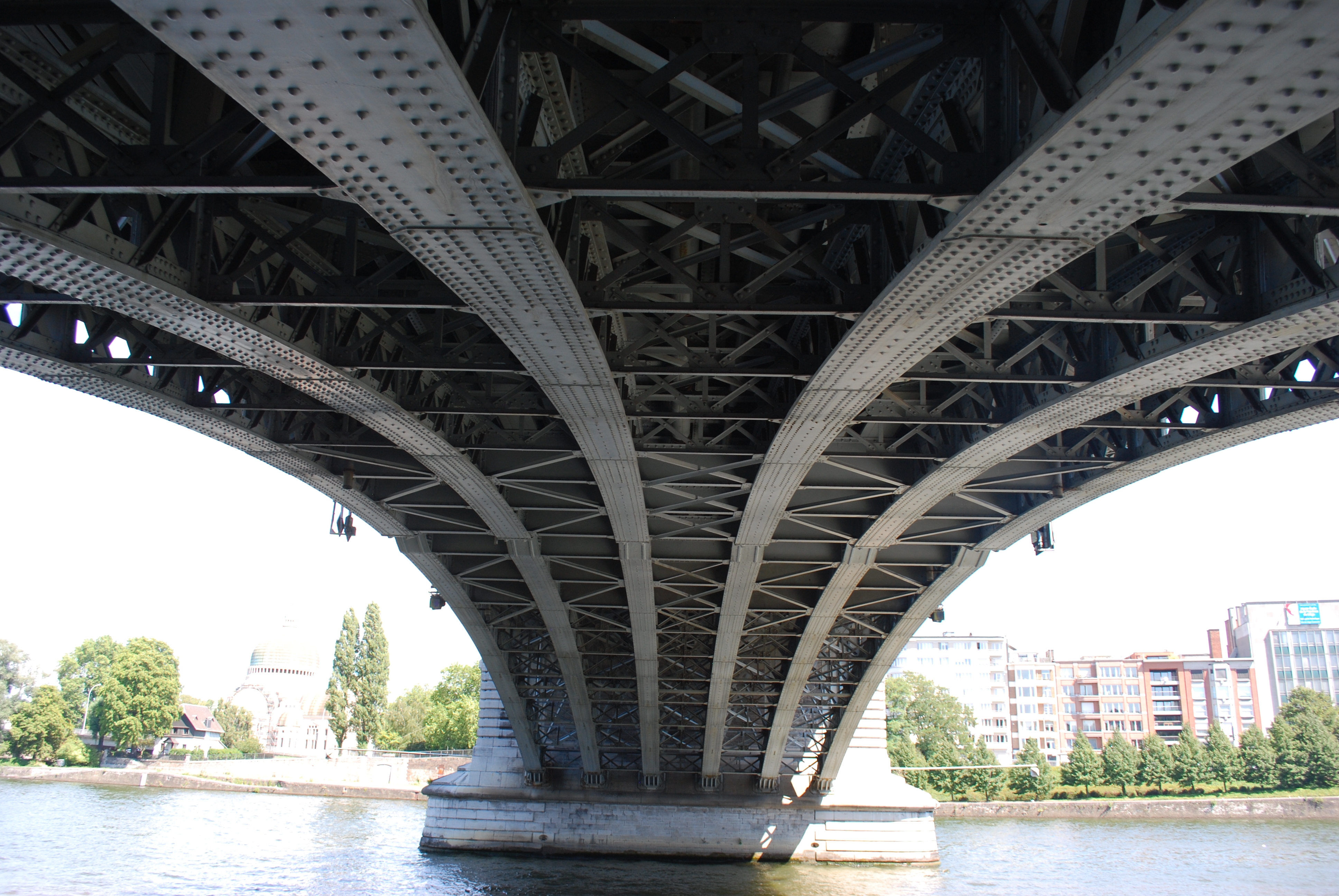
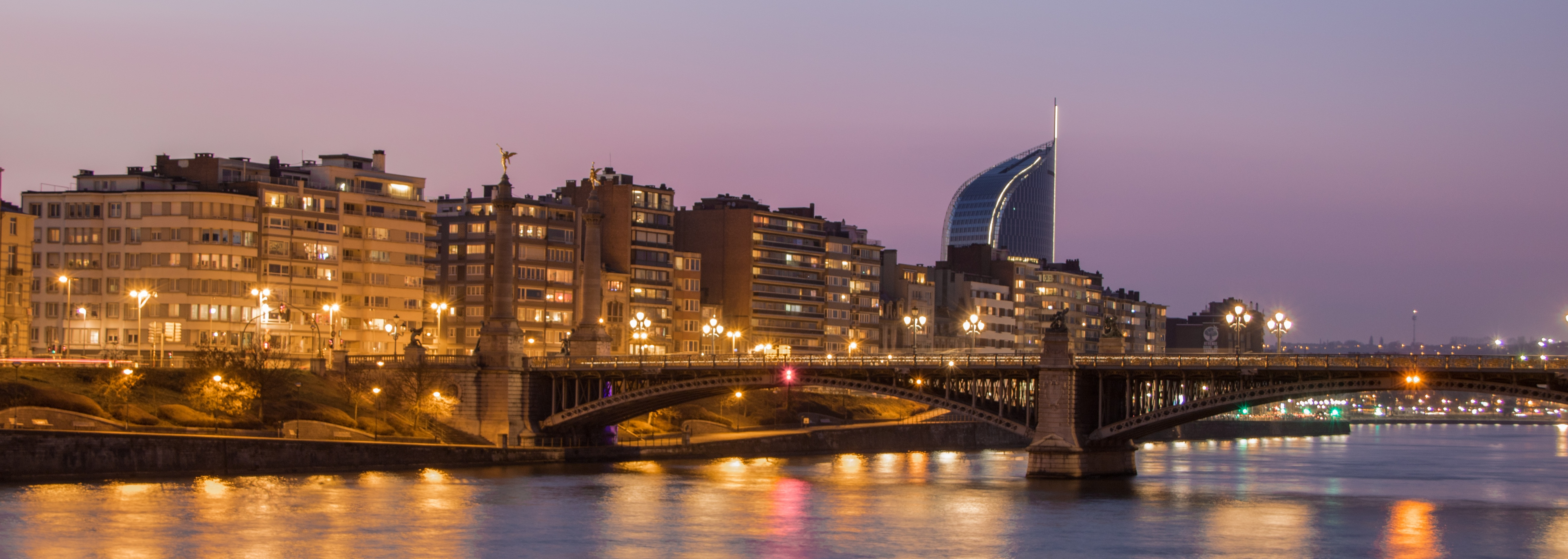

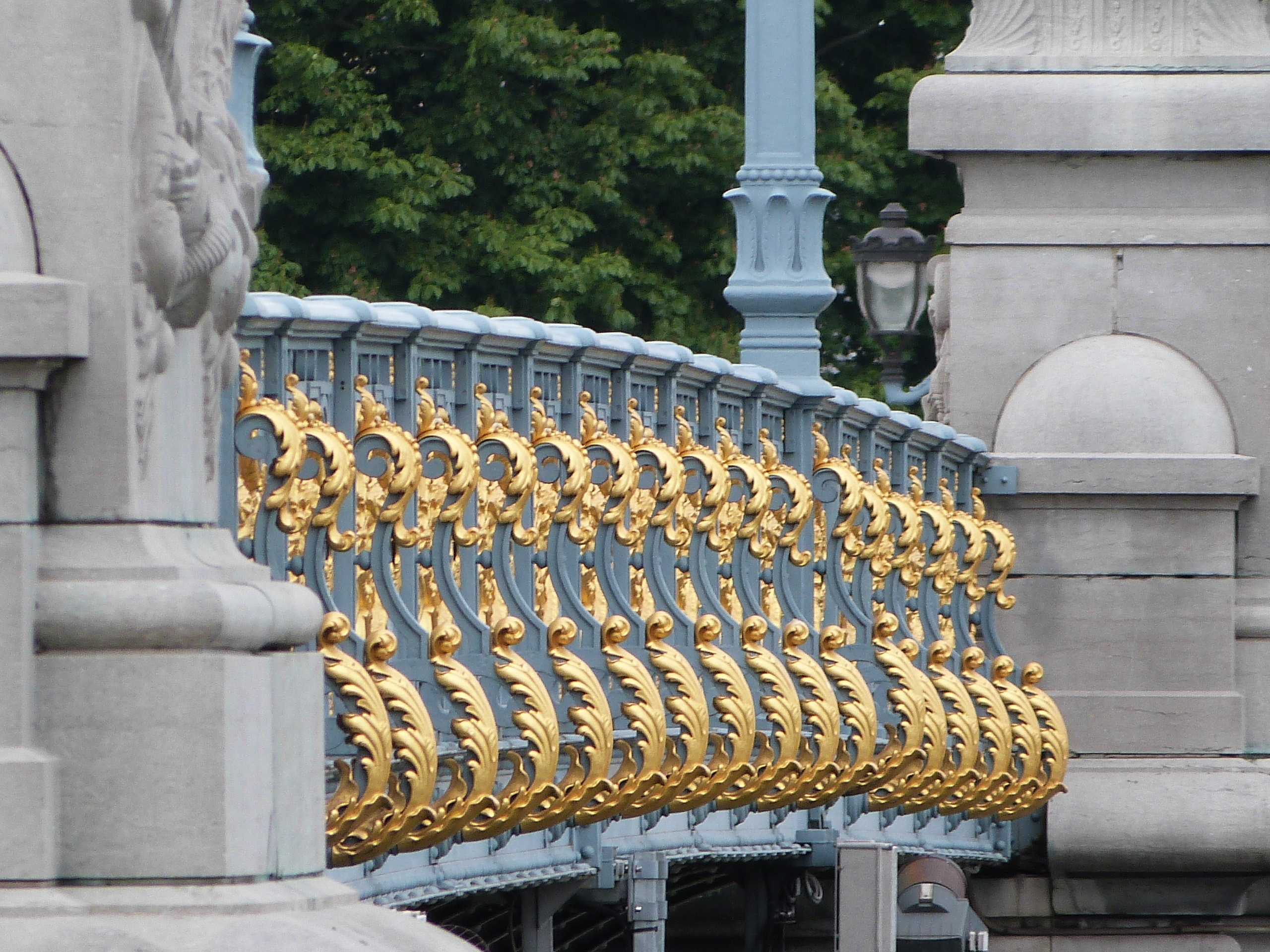
Les garde-corps du pont par Julien Dillens.
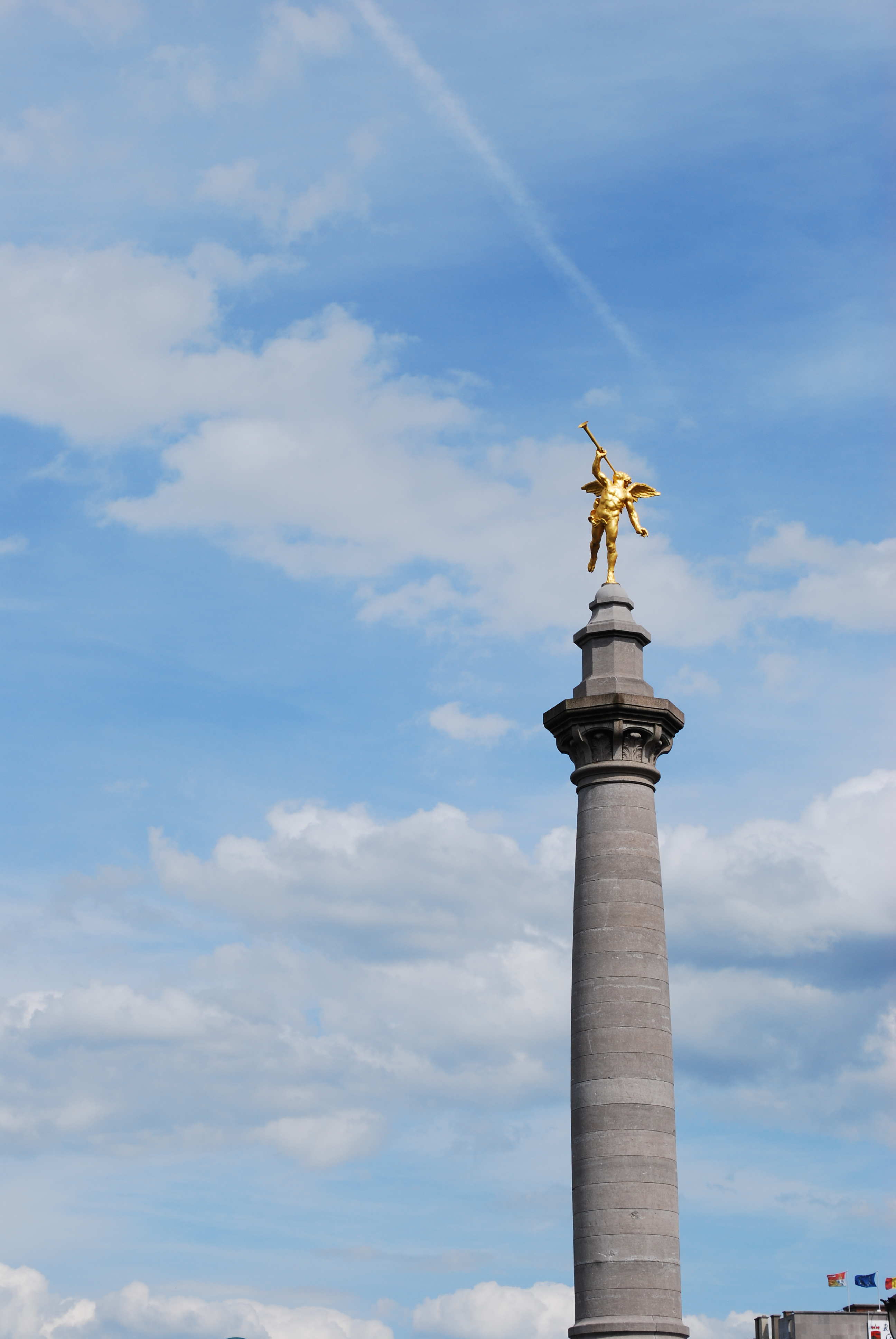
Un des quatres pylônes de granit surmontés de la renommée par Paul Demany.
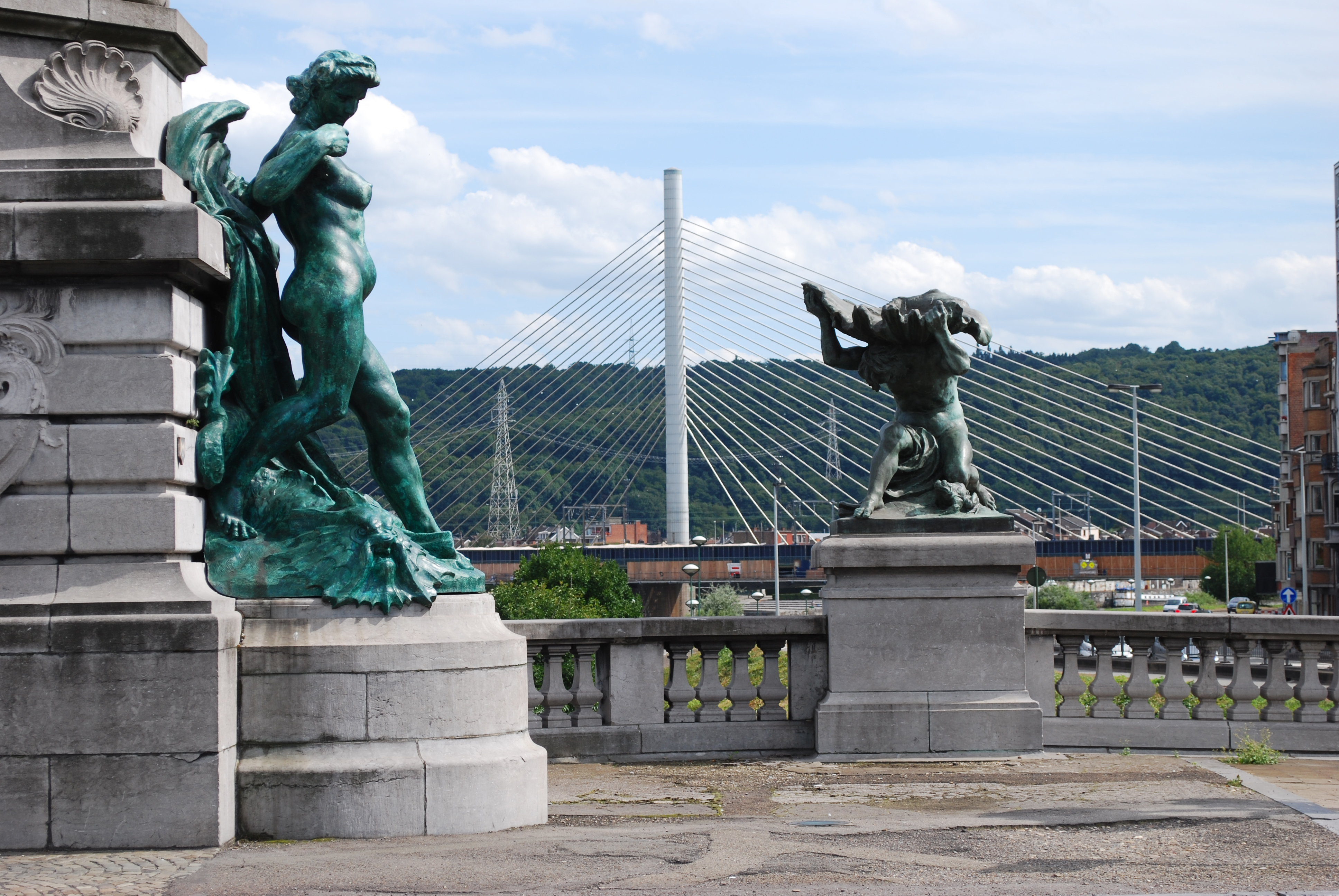
Nouveau fleuve et la Femme au coquillage par Victor Rousseau.
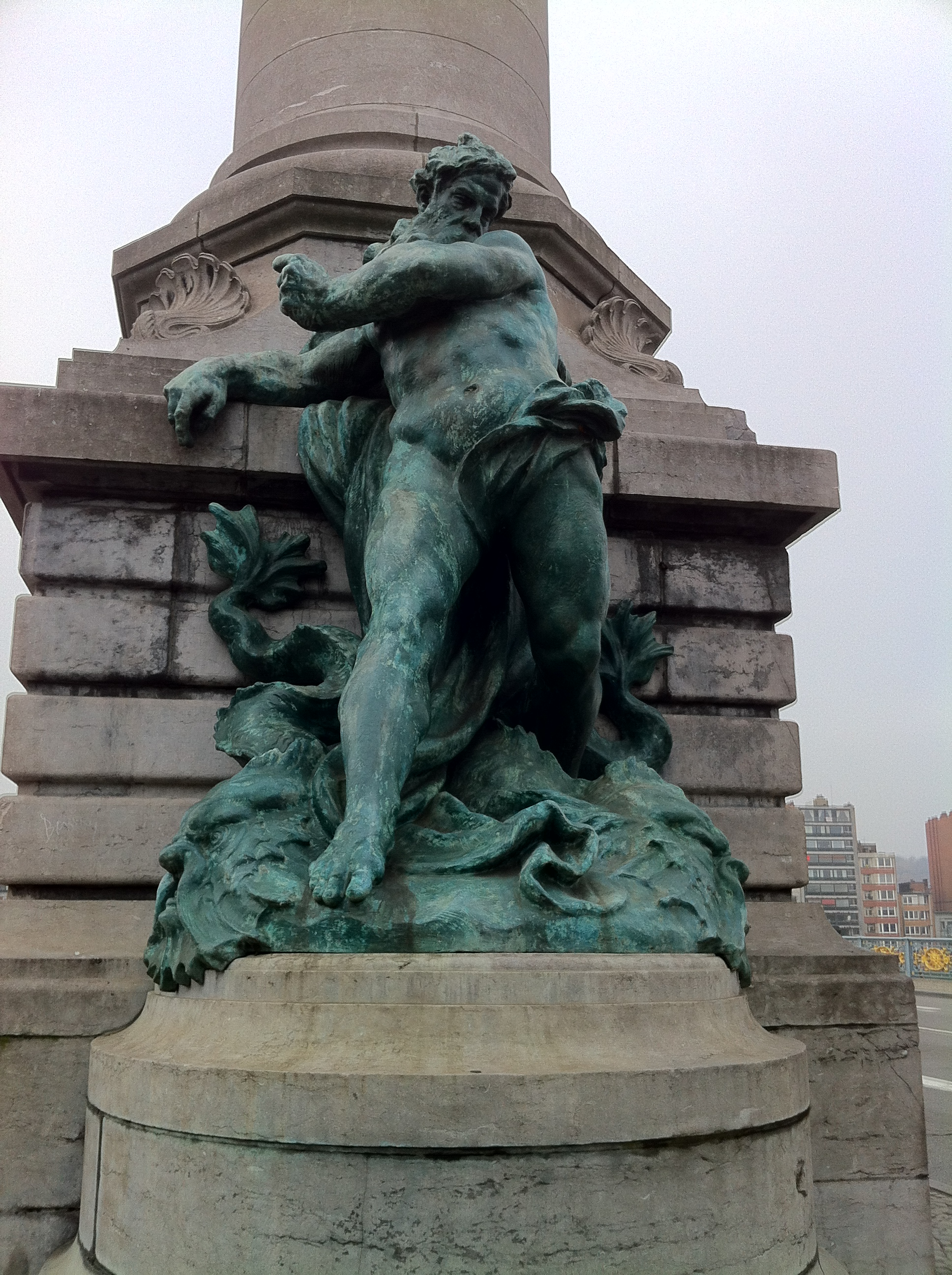
Vieux fleuve par Victor Rousseau.
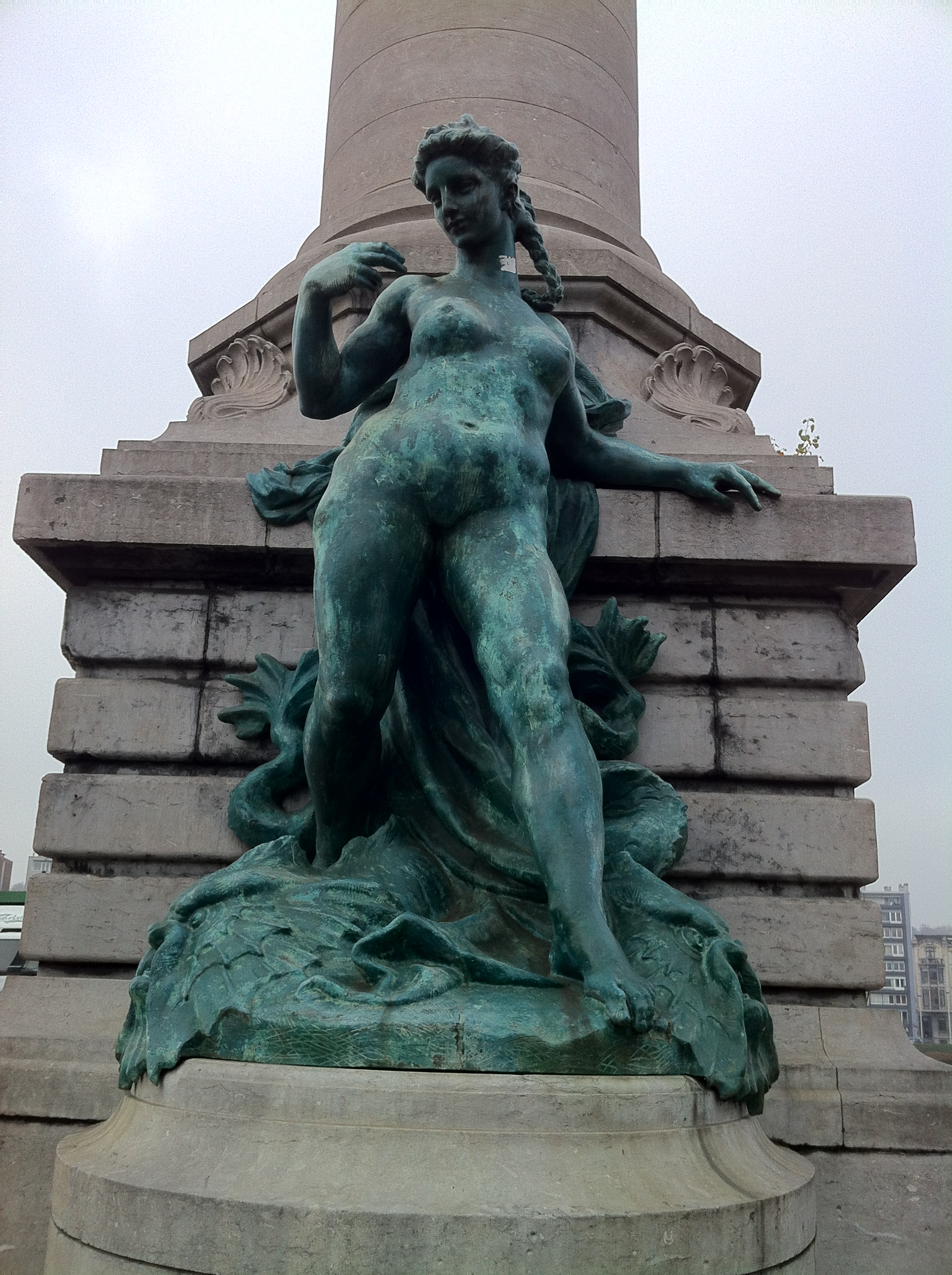
Nouveau fleuve par Victor Rousseau.
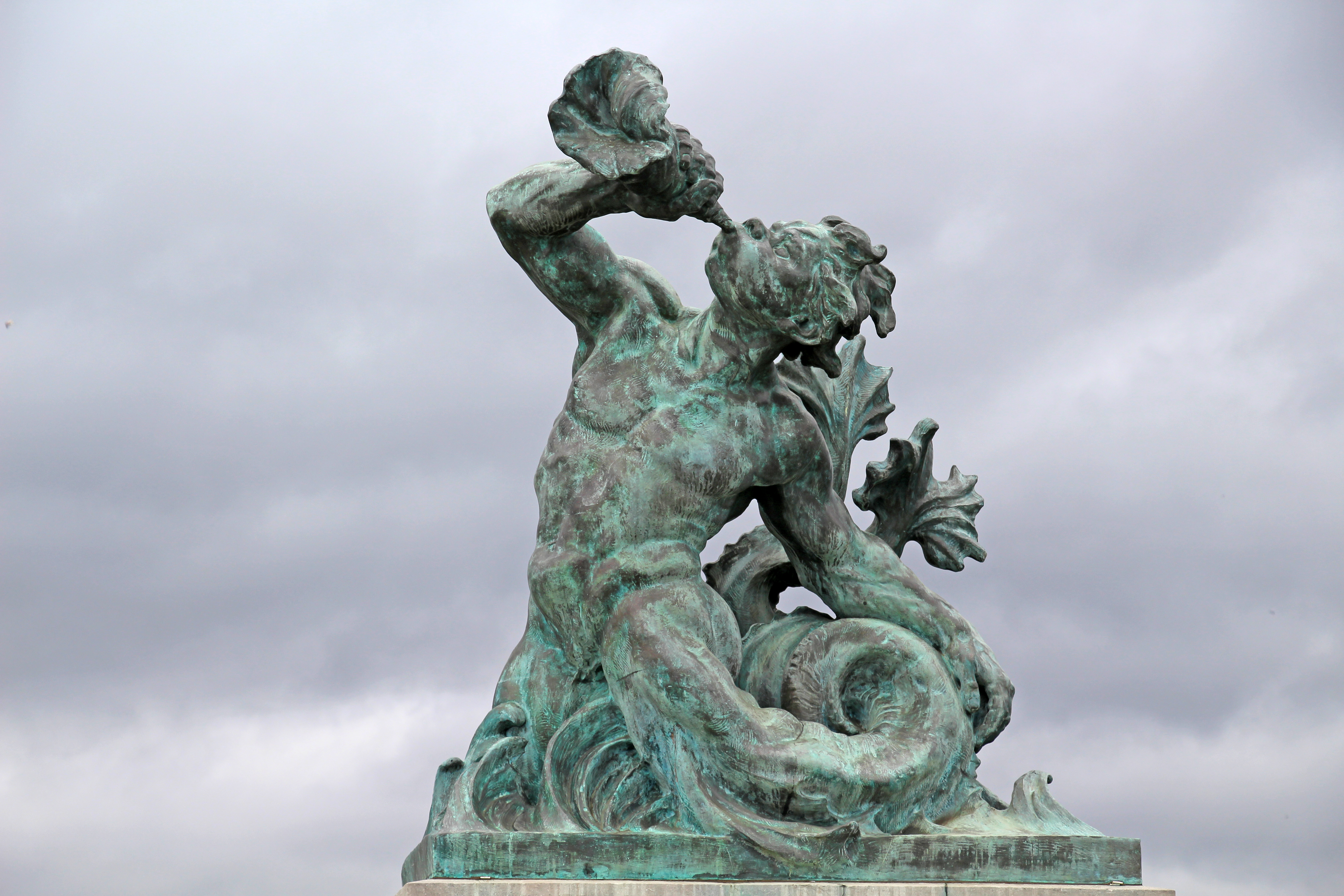
Triton par Victor Rousseau.
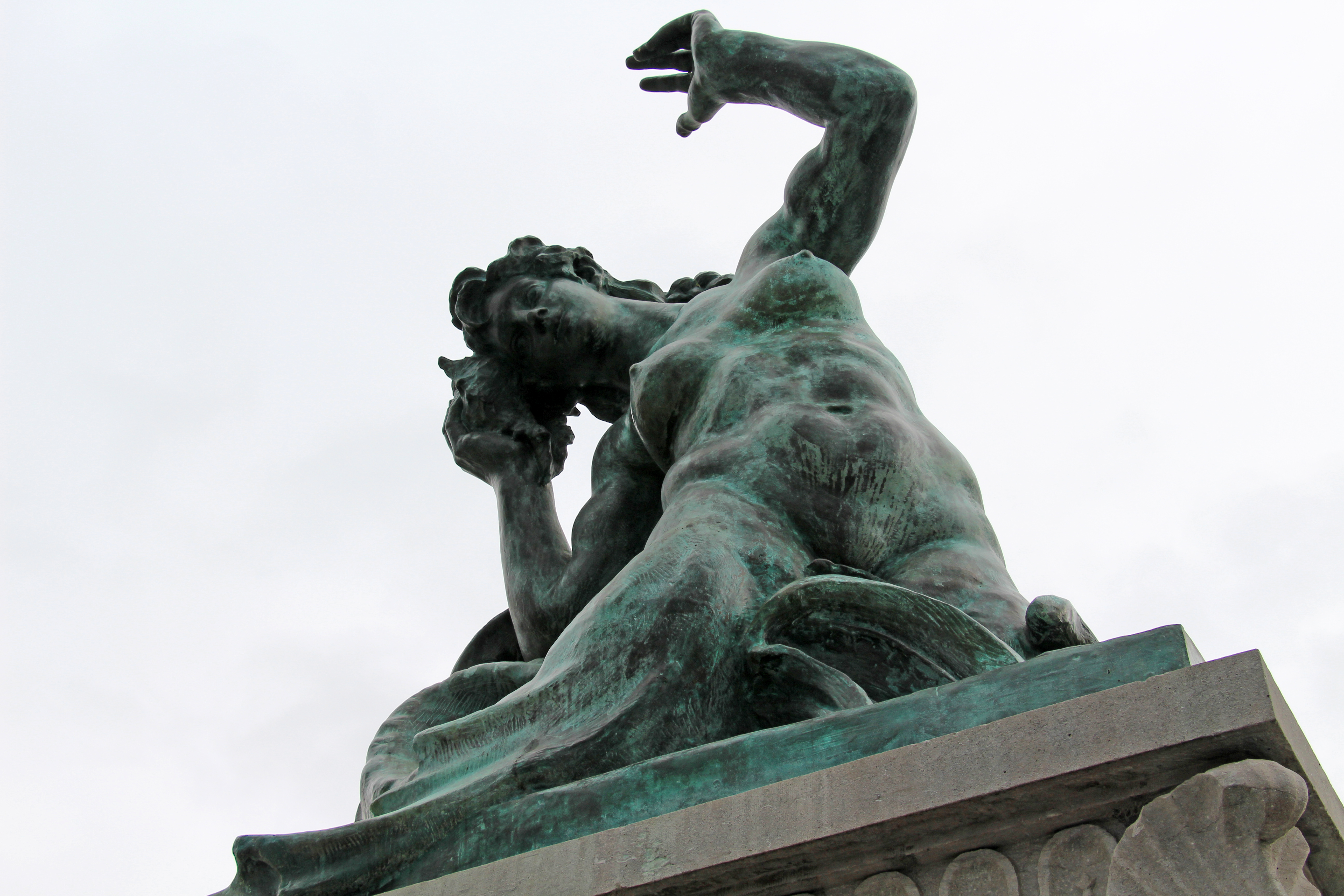
Néréides par Victor Rousseau.
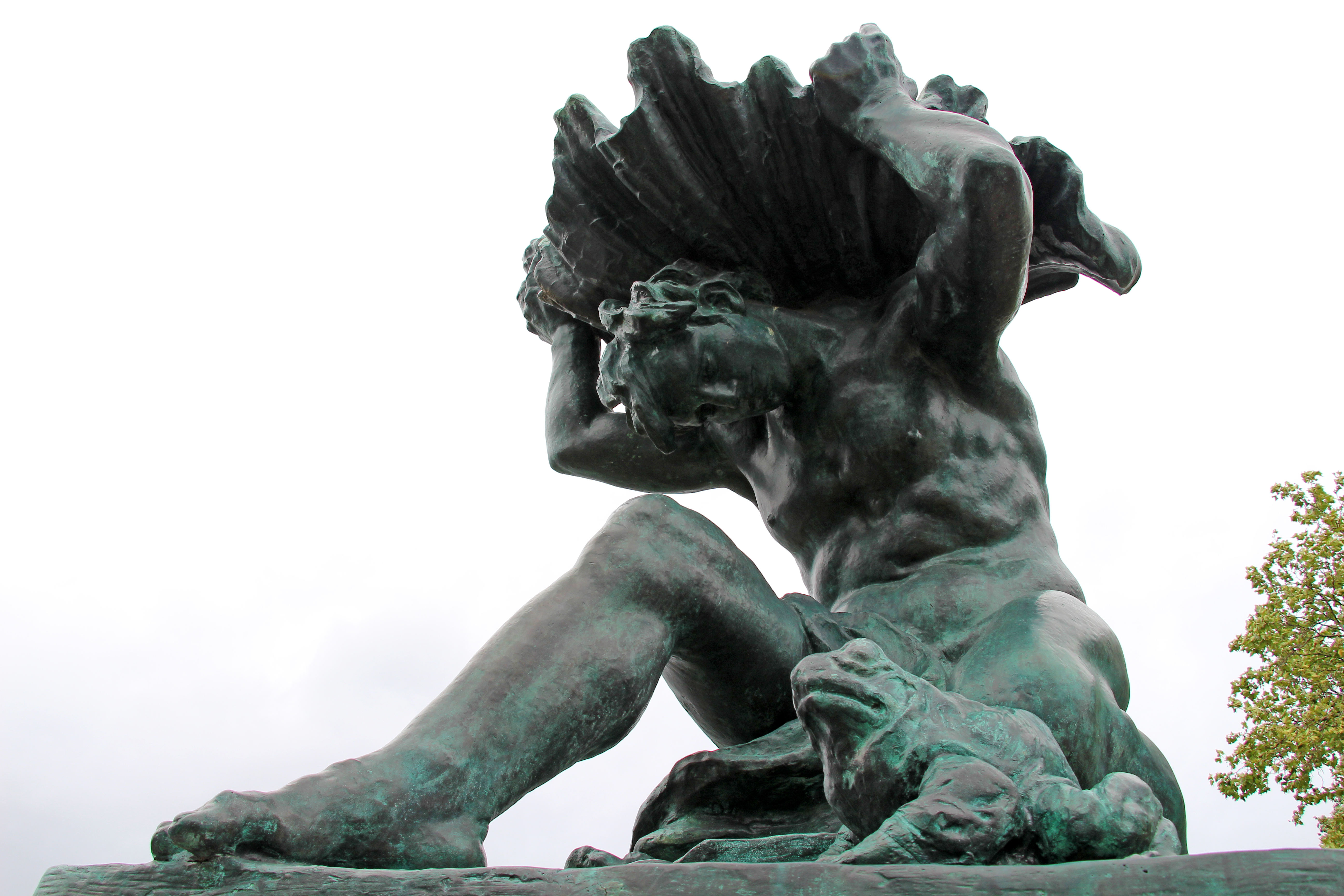
L'homme au coquillage par Victor Rousseau.
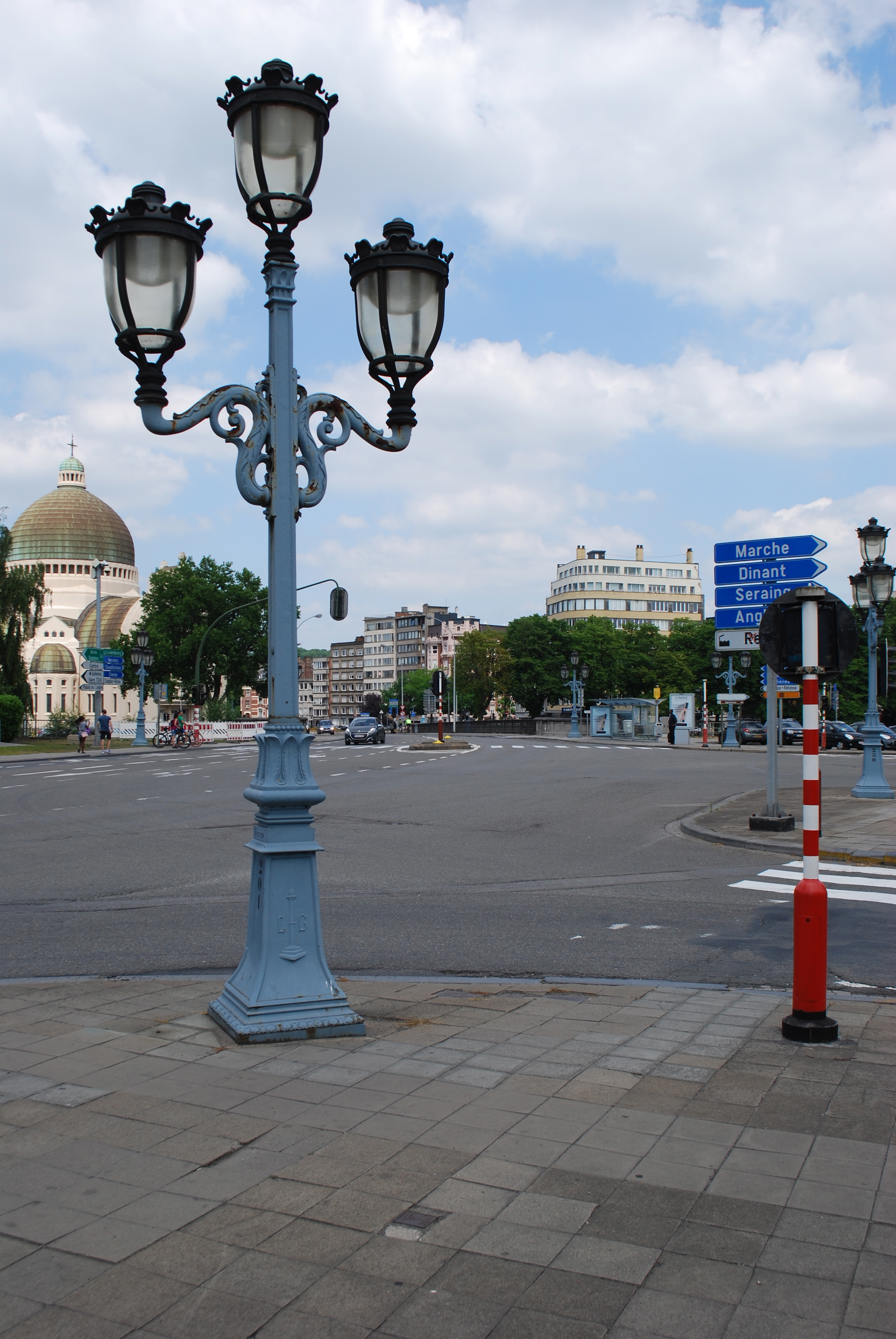
Les candélabres à trois branches réalisés par Julien Dillens.

## Voies adjacentes
- Avenue Émile Digneffe
- Quai de Rome
- Quai Gloesener
- Square Gramme
- Quai du Condroz